# Nordkapp
Nordkapp este o comună din provincia Finnmark, Norvegia.